# Welcome to Marwen
Welcome to Marwen is een Amerikaanse dramafilm uit 2018, geregisseerd door Robert Zemeckis. De film is gebaseerd op het leven van de Amerikaanse kunstenaar Mark Hogancamp die na een zware mishandeling ontsnapt aan de dood en ontwaakt uit een coma, maar zich daarna nauwelijks iets van zijn verleden kan herinneren.

## Verhaal
Kunstenaar Mark Hogancamp wordt bij een bar in elkaar geslagen door vijf mannen. Na de aanval overleefd te hebben, lijdt hij aan geheugenverlies. Om zijn traumatische gebeurtenis te verwerken bouwt hij een poppendorp uit de Tweede Wereldoorlog met de naam Marwen, waar hij avonturen beleeft die soms gebaseerd zijn op feiten van zijn leven.

## Rolverdeling
| Acteur               | Personage         |
| -------------------- | ----------------- |
| Steve Carell         | Mark Hogancamp    |
| Leslie Mann          | Nicol             |
| Diane Kruger         | Deja Thoris       |
| Merritt Wever        | Roberta           |
| Janelle Monáe        | Julie             |
| Eiza González        | Carlala           |
| Gwendoline Christie  | Anna              |
| Neil Jackson         | Kurt              |
| Matt O'Leary         | Benz / Carl       |
| Stefanie von Pfetten | Wendy             |
| Conrad Coates        | Demaryius Johnson |